# Maximilian Wiedling
Maximilian Wiedling (* 28. August 1903 in Wetzlar; † 1981) war ein deutscher Manager.

## Werdegang
Wiedling absolvierte eine kaufmännische Ausbildung beim Feinoptikhersteller Leitz in Wetzlar. 1928 wechselte in die Geschäftsführung der Tochtergesellschaft in London und wurde dort 1931 zum Managing Director ernannt. Mit Ausbruch des Zweiten Weltkriegs verließ er Großbritannien und ging in die Leitz-Filiale in Wien. Nach seiner Rückkehr nach Deutschland wurde er Mitglied des Direktoriums der Ernst Leitz GmbH und 1950 Geschäftsführer der Tochtergesellschaft W. & H. Seibert GmbH.
Neben seiner beruflichen Tätigkeit war er in der Selbstverwaltung der regionalen Wirtschaft tätig. Von August 1945 bis 1965 war er Präsident der Industrie- und Handelskammer Wetzlar. Seine Amtszeit war zu Beginn von schwierigen Verhandlungen mit den amerikanischen Besatzungsbehörden gekennzeichnet. Durch seine Vermittlung konnten viele Unternehmen ihre Tätigkeit bald wieder aufnehmen.
1966 wurde er zum Ehrenpräsidenten der Industrie und Handelskammer Wetzlar ernannt. Im selben Jahr erhielt er das Große Bundesverdienstkreuz.